# Point de lendemain
Pour la pièce de théâtre écrite par Paul Hervieu, voir Point de lendemain (Hervieu).
Point de lendemain est une nouvelle de Vivant Denon, parue une première fois, anonymement, en 1777, puis en une autre version remaniée, en 1812. L'attribution définitive à son auteur fut tardive et n'arriva qu'à titre posthume.

## Résumé (version remaniée de 1812)
Les premières aventures amoureuses d'un jeune homme ignorant tout des subtilités du monde aristocratique sont ici racontées. Quand il se rend à l'Opéra, il n'y arrive pas en retard comme il se doit, croyant ingénument y aller pour assister à une représentation, quand personne n'y vient que pour observer, s'informer des nouvelles, entreprendre quelque discussion dans le monde : certainement pas pour assister à la représentation mais pour voir une autre sorte de spectacle. S'étonnant de tout, le narrateur (qui endosse le personnage du héros) est manipulé par la comtesse de ..., bien plus au fait que lui du code implicite du libertinage, et influencée par tout ce qui l'entoure : décors ou ameublement érotiques et luxuriants, ambiance d'alcôve, jardins à l'écart et pièces secrètes[pas clair].
En effet, tout au long de ce récit, les personnages ont des rôles bien définis par Mme de T... C'est une femme qui sait manipuler parfaitement les hommes et obtenir d'eux ce qu'elle désire. Le narrateur, si naïf qu'il soit, subit un changement à la fin du conte. Après sa délicieuse nuit avec Mme de T..., il apprend qu'il n'était qu'un leurre, qu'il n'a été invité chez M. de T... que pour faire croire qu'il était l'amant de sa femme. Le marquis, l'amant « officiel » de Mme de T... le remercie donc de son dévouement à faire croire cela : il va pouvoir être bien reçu chez le mari de son amante. Le marquis est persuadé de la fidélité de sa maîtresse. S'ensuit un moment extrêmement ironique, puisque le narrateur sait bien que ce n'est qu'un mensonge. Les rôles sont donc redistribués.  Cela illustre bien évidemment la maîtrise de Mme de T... sur les hommes : grâce à elle, personne ne perd la face. Elle garde son semblant de « décence » et aucun des trois hommes n'est humilié. Le mari est heureux de persifler le faux amant, le marquis se satisfait d'être si bien reçu chez le mari de sa maîtresse, et le jeune narrateur, est enchanté de sa nuit avec Mme de T. Cette dernière est la grande gagnante de ce petit jeu libertin : en plus d'une nuit d'amour avec un jeune homme, elle est certaine que le narrateur ne dévoilera à personne l’infidélité faite au marquis, puisque le narrateur est lui-même coupable d'infidélité à l'égard de sa maîtresse, la comtesse de...

## Thème
- Si vous ne connaissez pas le sujet, laissez ce bandeau (vous pouvez alors contacter les auteurs).
- Si vous supprimez le contenu mis en cause (vous pouvez préalablement contacter les auteurs),

argumentez précisément cette suppression dans la page de discussion
(un manque de référence n'est pas un argument ; une recherche réelle de référence doit avoir été effectuée, être formellement documentée).
Point de lendemain a de nombreuses caractéristiques : art du plaisir, reflet d'une société préservée cultivant les loisirs, instantanéité (tout est esquissé), condensé de sensations fugitives, surenchère de la jouissance, du luxe et de la décoration, et enfin, dimension spirituelle assez restreinte, sinon absente.
Mais peut-on réduire Point de lendemain à une gageure libertine ? Le héros-narrateur, jeune et naïf, apprend par l'expérience les règles du monde aristocratique, érotique et élusif qu'il découvre.  Une telle ambiance a son image dans le style suggestif et rapide de l'écriture de Vivant Denon. La vivacité et la fougue du jeune héros se retrouvent dès les premières lignes du conte, dans des juxtapositions qui montrent bien l'absence de réflexion poussée de la part du héros sur ses actes et la manipulation qu'il subit dans tout le conte.
La brièveté des phrases assure aussi la rapidité de l'action : c'est une preuve de l'importance du style dans la compréhension d'un conte rococo. Tout, dans la forme, reprend les caractéristiques du monde et de ses personnages décrits par le narrateur.
Non dépourvu d'humour, ce récit d'apprentissage subversif se révèle aussi concis que virtuose pour relater une étape décisive dans la maturation sociale d'un jeune homme qui commence à apprendre les codes du libertinage aristocratique. C'est pourquoi les effets de mise en scène et les facettes de la simulation prennent toute leur force dans les dernières pages du conte.

## Citations
« J'aimais éperdument la comtesse de ..   j'avais vingt ans, et j'étais ingénu ; elle me trompa, je me fâchai, elle me quitta. J'étais ingénu, je la regrettai ; j'avais vingt ans, elle me pardonna : et comme j'avais vingt ans, que j'étais ingénu, toujours trompé, mais plus quitté, je me croyais l'amant le mieux aimé, partant le plus heureux des hommes. »

 (Incipit, version de 1812).

« Il en est des baisers comme des confidences, ils s'attirent. En effet, le premier ne fut pas plutôt donné, qu'un second le suivit, puis un autre ; ils se pressaient, ils entrecoupaient la conversation, ils la remplaçaient ; à peine enfin laissaient-ils aux soupirs la liberté de s'échapper. Le silence vint, on l'entendit (car on entend quelquefois le silence) : il effraya. Nous nous levâmes sans mot dire, et recommençâmes à marcher. »

 (Version de 1812).

## Version de 1777
Le côté passionnel et fougueux du héros a été volontairement accentué par l'auteur dans la version de 1812. La première des deux versions, en 1777, commençait d'une tout autre manière ; le héros n'est pas un néophyte ingénu, mais bien plutôt un jeune homme aguerri et cynique dont on pourra retrouver certains traits chez les personnages des Liaisons dangereuses de Choderlos de Laclos (1782) :

« La comtesse de ... me prit sans m'aimer, continua Damon : elle me trompa. Je me fâchai, elle me quitta : cela était dans l'ordre. Je l'aimais alors, et, pour me venger mieux, j'eus le caprice de la ravoir, quand, à mon tour, je ne l'aimais plus. »

 (Point de lendemain, incipit, version de 1777).

## Version d'Honoré de Balzac
Balzac a repris ce conte libertin dans Physiologie du mariage, appelé Principes de stratégie d'abord dans une première version de 1829, en « le défigurant et l’alourdissant par des corrections maladroites » (Poulet-Malassis) ; puis dans une nouvelle version plus fidèle au texte d'origine, en le faisant raconter par un tiers. Ainsi, Balzac s'assure de ne pas s'attribuer un texte qui n'est pas le sien.

## Version anonyme
Une autre version de l'œuvre existe, cette fois-ci anonyme, appelée La Nuit merveilleuse, ou Le Nec plus ultra du plaisir. Cette version est une réécriture du conte Point de lendemain. La version anonyme est parue dans les dernières années du XVIIIe siècle. On ne sait pas si cette version est de la main de Vivant Denon, lui-même.